# Romancăuți, Secureni
Romancăuți (în ucraineană Романківці, transliterat: Romankiviți) este o comună în raionul Secureni, regiunea Cernăuți, Ucraina, formată numai din satul de reședință. Are 5,066 locuitori, preponderent ucraineni. Este cel mai populat sat din raionul Secureni.
Satul este situat la o altitudine de 257 metri, în partea de centru a raionului Secureni. Se află pe șoseaua Secureni-Cernăuți, la 20 km de centrul raional, Secureni.

## Istorie
Localitatea Romancăuți a făcut parte încă de la înființare din Ținutul Hotinului a regiunii istorice Basarabia a Principatului Moldovei. Prima atestare documentară a satului datează din anul 1565. În secolul al XVIII-lea, satul a fost incendiat pentru distrugerea unei epidemii de holeră.
Prin Tratatul de pace de la București, semnat pe 16/28 mai 1812, între Imperiul Rus și Imperiul Otoman, la încheierea războiului ruso-turc din 1806 – 1812, Rusia a ocupat teritoriul de est al Moldovei dintre Prut și Nistru, pe care l-a alăturat Ținutului Hotin și Basarabiei/Bugeacului luate de la Turci, denumind ansamblul Basarabia (în 1813) și transformându-l într-o gubernie împărțită în zece ținuturi (Hotin, Soroca, Bălți, Orhei, Lăpușna, Tighina, Cahul, Bolgrad, Chilia și Cetatea Albă, capitala guberniei fiind stabilită la Chișinău).
La începutul secolului al XIX-lea, conform recensământului efectuat de către autoritățile țariste în anul 1817, satul Romancăuți făcea parte din Ocolul Nistrul de jos a Ținutului Hotin . În a doua jumătate a secolului al XIX-lea a fost construită aici o biserică de lemn .
În anul 1881 a fost construită o linie de cale ferată, în 1882 o școală primară și în 1894 o nouă biserică.
După Unirea Basarabiei cu România la 27 martie 1918, satul Romancăuți a făcut parte din componența României, în Plasa Secureni a județului Hotin. Pe atunci, majoritatea populației era formată din ucraineni. În perioada interbelică, au funcționat aici un oficiu PTT de stat, un oficiu telefonic, o școală secundară de agricultură (fondată în 1928) și un spital de stat .
Ca urmare a Pactului Ribbentrop-Molotov (1939), Basarabia, Bucovina de Nord și Ținutul Herța au fost anexate de către URSS la 28 iunie 1940. După ce Basarabia a fost ocupată de sovietici, Stalin a dezmembrat-o în trei părți. Astfel, la 2 august 1940, a fost înființată RSS Moldovenească, iar părțile de sud (județele românești Cetatea Albă și Ismail) și de nord (județul Hotin) ale Basarabiei, precum și nordul Bucovinei și Ținutul Herța au fost alipite RSS Ucrainene. La 7 august 1940, a fost creată regiunea Cernăuți, prin alipirea părții de nord a Bucovinei cu Ținutul Herța și cu cea mai mare parte a județului Hotin din Basarabia .
În perioada 1941-1944, toate teritoriile anexate anterior de URSS au reintrat în componența României. Apoi, cele trei teritorii au fost reocupate de către URSS în anul 1944 și integrate în componența RSS Ucrainene, conform organizării teritoriale făcute de Stalin după anexarea din 1940, când Basarabia a fost ruptă în trei părți.
În sat a fost deschisă o școală secundară (în 1951), o brutărie (în 1956), o clădire administrativă a fermei (1967), magazine, un nou spital, locuințe pentru medici etc.
Începând din anul 1991, satul Romancăuți face parte din raionul Secureni al regiunii Cernăuți din cadrul Ucrainei independente. Conform recensământului din 1989, numărul locuitorilor care s-au declarat români plus moldoveni era de 73 (42+31), reprezentând 1,33% din populație . În prezent, satul are 5.066 locuitori, preponderent ucraineni.

## Demografie
Componența lingvistică a comunei Romancăuți
     Ucraineană (98,84%)
     Alte limbi (1,13%)
Conform recensământului din 2001, majoritatea populației comunei Romancăuți era vorbitoare de ucraineană (98,84%), existând în minoritate și vorbitori de alte limbi.
1930: 5.671 (recensământ)
1989: 5.475 (recensământ)
2007: 5.066 (estimare)

## Personalități

### Născuți în Romancăuți
- Constantin Popovici (1924–2010), filolog și eminescolog sovietic și moldovean.
- Ion Samus (1926–2010), fizician sovietic și moldovean, profesor universitar, prorector al Institutului Politehnic din Chișinău și Universității Tehnice din Moldova.
- Alexei Koșel (n. 1973), politolog, jurnalist, istoric și poet ucrainean.

## Obiective turistice
- Parcul din Romancăuți - monument de mediu amenajat în 1880, având arbori și arbuști din Europa, Asia și America.